# Shakers

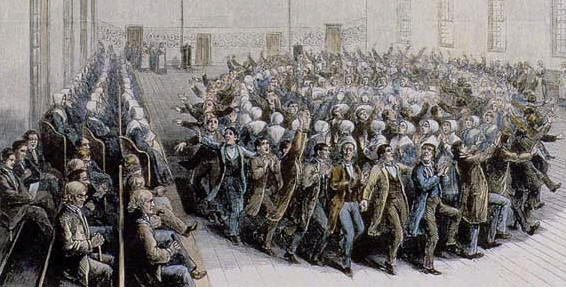
Bijeenkomst van Shakers

De Shakers (officieel: United Society of Believers in Christ’s Second Appearing) vormden een christelijke geloofsgemeenschap die in de 18e eeuw ontstond in Engeland en zich verder ontwikkelde in de destijds koloniale Verenigde Staten. Na een aanvankelijke groei in de 19e eeuw slonken de gemeenschappen in de 20e eeuw snel weer; begin 21e eeuw waren er vrijwel geen Shakers meer.

## Kenmerken
Volgens de Shakers was er sprake van de duizendjarige vrede voorafgaand aan het einde van de wereld. Ze streefden naar een puur en eenvoudig leven conform de leer van Christus en onderwierpen zich volledig aan God. Op aarde creëerden ze hun eigen hemel, en een autarkisch leven hoorde daar bij: ze leefden in communes en bouwden daar hun eigen huizen, verbouwden hun eigen voedsel en maakten meubels, textiel en gereedschap. De overschotten verkochten ze aan de buitenwereld.
De gemeenschap kenmerkte zich door het streven naar celibaat en gemeenschapszin, zonder een kerkelijke organisatie van priesters. Pacifisme en tolerantie stonden hoog in het vaandel, er was geen discriminatie op basis van ras en sekse. Ze weigerden dienstplicht, maar hielden zich in oorlogstijd niet afzijdig: in plaats van zich op te werpen als soldaat, leverden ze voedsel en kleding. De groep hield zich afzijdig van politiek en bestuur, maar betaalde zonder problemen hun belastingen aan de overheid.
Het leven werd bepaald door strikte regels op het gebied van gedrag en kleding. Het naleven van het celibaat had als bijkomend effect dat de gemeenschap alleen maar kon groeien door nieuwe aanwas van buiten.
De Shakers stonden bekend om hun heftige religieuze bijeenkomsten waarbij ze in een trance raakten, schreeuwden en hevige fysieke bewegingen maakten.

## Geschiedenis
De Shakers vonden hun oorsprong in een groep Quakers in Engeland die zich in 1747 onder leiding van James en Jane Wardly afscheidde en voor zichzelf begon. De nieuwe groep werd de Wardley Society of de Shaking Quakers genoemd. Die laatste naam verwijst naar de heftige bewegingen die de leden maakten tijdens religieuze bijeenkomsten: na een moment van meditatie raakten de aanwezigen in een soort trance, waarbij ze werden overmand door de spirituele geest van God. Ze dansten, schreeuwden, rolden over de vloer en maakten heftige bewegingen.
Een van de leidende personen binnen de gemeenschap was Ann Lee(s), geboren in Manchester in 1736. Zij was gehuwd met Abraham Stanley en het stel kreeg vier kinderen. Alle kinderen overleden reeds op jonge leeftijd en Ann raakte in een depressie. Ze werd in 1758 lid van de Shakers, waar ze hoop vond. Haar lidmaatschap leverde haar echter enkele malen gevangenisstraf op. In de gevangenis kreeg ze visioenen over de juiste levenswijze en over emigratie naar Amerika.

### Vestiging in Amerika

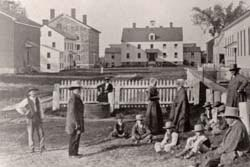
Watervliet Shaker village omstreeks 1870

In 1774 vluchtte Ann met zeven volgers naar Amerika. De groep vestigde zich in Watervliet in de staat New York, in wat sinds 1973 bekendstaat als het Watervliet Shaker Historic District. Ann woonde aanvankelijk nog in New York, maar na haar echtscheiding kwam ze in 1776 ook naar Watervliet. Ze begon met het verspreiden van haar geloof en wist meerdere mensen te bekeren, maar had ook last van vervolging.
In 1780 verscheen de groep voor het eerst in het openbaar met een dienst, in de plaats New Lebanon. Aanleiding was een gebeurtenis op 19 mei 1780, bekend als "New England's Dark Day", toen een ongebruikelijke verduistering van de hemel overdag werd waargenomen boven de regio New England en delen van Oost-Canada.
Ann Lee werd gezien als de Mother en gaf vanuit Mount Lebanon aanwijzingen aan de diverse communes die zich her en der in de VS vestigden. Na het overlijden van Ann in 1784 bleven haar lessen van groot belang en in 1816 verscheen Testimonies, een verzameling van verhalen over Ann Lee. Het ging om getuigenverslagen, overgeleverde verhalen en de wonderen die ze had verricht.
Nadat Anns opvolger James Whittaker in 1787 was overleden, ging het leiderschap naar Joseph Meacham en Lucy Wright. Om het celibaat te kunnen handhaven, werd besloten dat de geslachten voortaan apart zouden wonen.
In 1821 werden de leefregels vastgelegd in de Millennial Laws.

### Achteruitgang
De gemeenschap maakte aanvankelijk een groei door en had medio 19e eeuw ruim 6000 leden. In 1880 was dit echter gedaald tot 2000 leden, die waren verspreid over 21 dorpen. In 1900 was dat aantal leden weer gehalveerd en in 1936 waren er nog maar 92 leden over. De laatste gemeenschap verbleef in Sabbathday Lake, Maine, met acht leden in 1986 en drie in 2012. Het eenvoudige, ascetische leven en hun manier van geloven trokken vrijwel geen nieuwe leden meer aan.

## Muziek

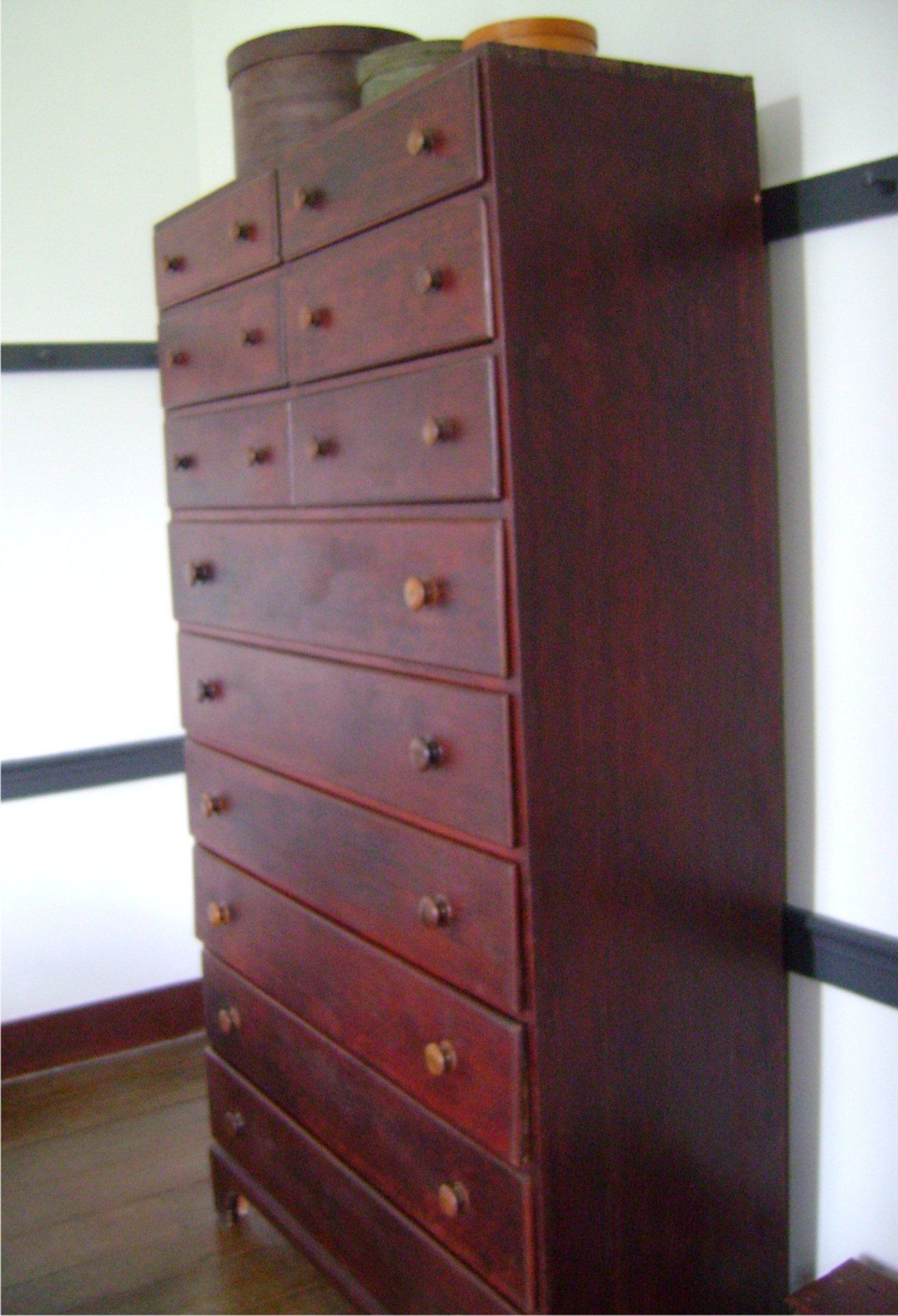
Shaker-kast.

Muziek was een essentieel onderdeel van het leven van de Shaker. Zij schreven duizenden hymnes, waarvan Simple Gifts de bekendste werd. "Simple Gifts", ook bekend als: "Tis the gift to be simple", is gearrangeerd door bekende componisten en hun arrangementen werden uitgevoerd bij drie verschillende presidentiële inauguraties:
Ronald Reagan, Bill Clinton (Aaron Copland-arrangement) en Barack Obama (John Williams-arrangement, "Air and Simple Gifts").
Simple Gifts is het leidthema van het ballet Appalachian Spring, waarvoor Copland de muziek schreef en Martha Graham de choreografie. In de slotscene wordt een bijeenkomst van de Shakers verbeeld.
William Coulter, een Amerikaans-Keltische gitarist, performer, artiest en muziekdocent nam met cellist Barry Phillips een trilogie van albums op, waarin het muzikale erfgoed van de Shakers werd onderzocht.

## Meubels
De Shakers stonden bekend om de kwaliteit van hun meubelstukken. Geheel in lijn met hun strakke leefregels maakten ze alles zelf, van lokaal gewonnen houtsoorten. Het ontwerp van een meubelstuk moest eenvoudig en doeltreffend zijn, zonder onnodige franjes en zonder gebruik te maken van bijvoorbeeld fineer: een product moest namelijk eerlijk zijn. Wel werden kleuren toegepast, maar de Millennial Laws bepaalden welke dat mochten zijn. Deze benadering leverde minimalistische, kwalitatief hoogstaande producten op. De meubelmakers maakten overigens wel gebruik van moderne gereedschappen als cirkelzagen.
De woongemeenschap in New Lebanon was in de jaren 60 van de 19e eeuw een belangrijk centrum geworden voor de fabricage van stoelen.
Diverse musea hebben Shaker-meubelen in hun collecties opgenomen, zoals het Metropolitan in New York.